# Estación de Liers
La estación de Liers es una estación de tren belga situada en Herstal, en la provincia de Lieja, región Valona.
Pertenece a las líneas  y  de S-Trein Lieja.

## Situación ferroviaria
La estación se encuentra en la línea 34 (Lieja-Hasselt).

## Intermodalidad
| Línea | Procedencia         | Parada     | Destino               |
| ----- | ------------------- | ---------- | --------------------- |
| 70    | LIÈGE Saint-Lambert | LIERS Gare | ROCOURT Saint-Vincent |
| 73    | LIÈGE Saint-Lambert | LIERS Gare | GLONS Gare            |
| 87    | LIERS Gare          | LIERS Gare | ANS Gare              |
| 134   | LIERS Léopold       | LIERS Gare | GLONS Gare            |